# 톰 맥티그
톰 맥티그(Tom McTigue, 1959년 5월 21일 ~ )는 미국의 희극 배우, 텔레비전 배우, 영화배우이다.
스포캔에서 태어났다.

## 영화
- 보이후드 (2014년) - 터링튼 씨 역
- 디센던트 (2011년) - 사촌 데이브 역
- 사랑 이야기 (1996년)
- SOS 해상 구조대 (1989년)